# Carolinicola trisetosa
Carolinicola trisetosa är en kräftdjursart som först beskrevs av Coull 1973.  Carolinicola trisetosa ingår i släktet Carolinicola och familjen Pseudotachidiidae. Inga underarter finns listade i Catalogue of Life.